# Kolibries
Kolibries (Trochilidae) zijn een familie van vogels die inheems zijn in de beide Amerika's. Veel soorten hebben een priemvormige snavel en bont gekleurd verenkleed. Kolibries zijn uitgesproken kleine vogels - de meeste soorten bereiken een lengte van 7 tot 13 cm, met de bijkolibrie (5 á 6 cm) als kleinste soort en kleinste vogel. Kolibries zijn gespecialiseerd in het uitzuigen van nectar uit bloemen, maar veel soorten eten ook insecten.
Kolibries onderscheiden zich naast hun formaat door hun goede vliegvermogen. Met hoge vleugelslagfrequenties zijn ze in staat om in de lucht op één plek te blijven, zich razendsnel om te keren en zelfs achterwaarts te vliegen.
In het broedseizoen verleiden de mannetjes de vrouwtjes met hun schrille zang. Bij enkele soorten voeren de mannetjes tijdens de balts een complexe vliegshow op. Het kleine, bekervormige nest wordt vaak in spinnenwebben vastgemaakt aan dunne takken van een boom of struik. Sommige soorten bouwen hun nest aan de onderzijde van grote bladeren, zoals palmbladen. Het legsel, dat meestal uit twee witte eieren bestaat, en de jongen, worden door het vrouwtje verzorgd. De kolibriefamilie telt meer dan 360 soorten. 

## Eigenschappen

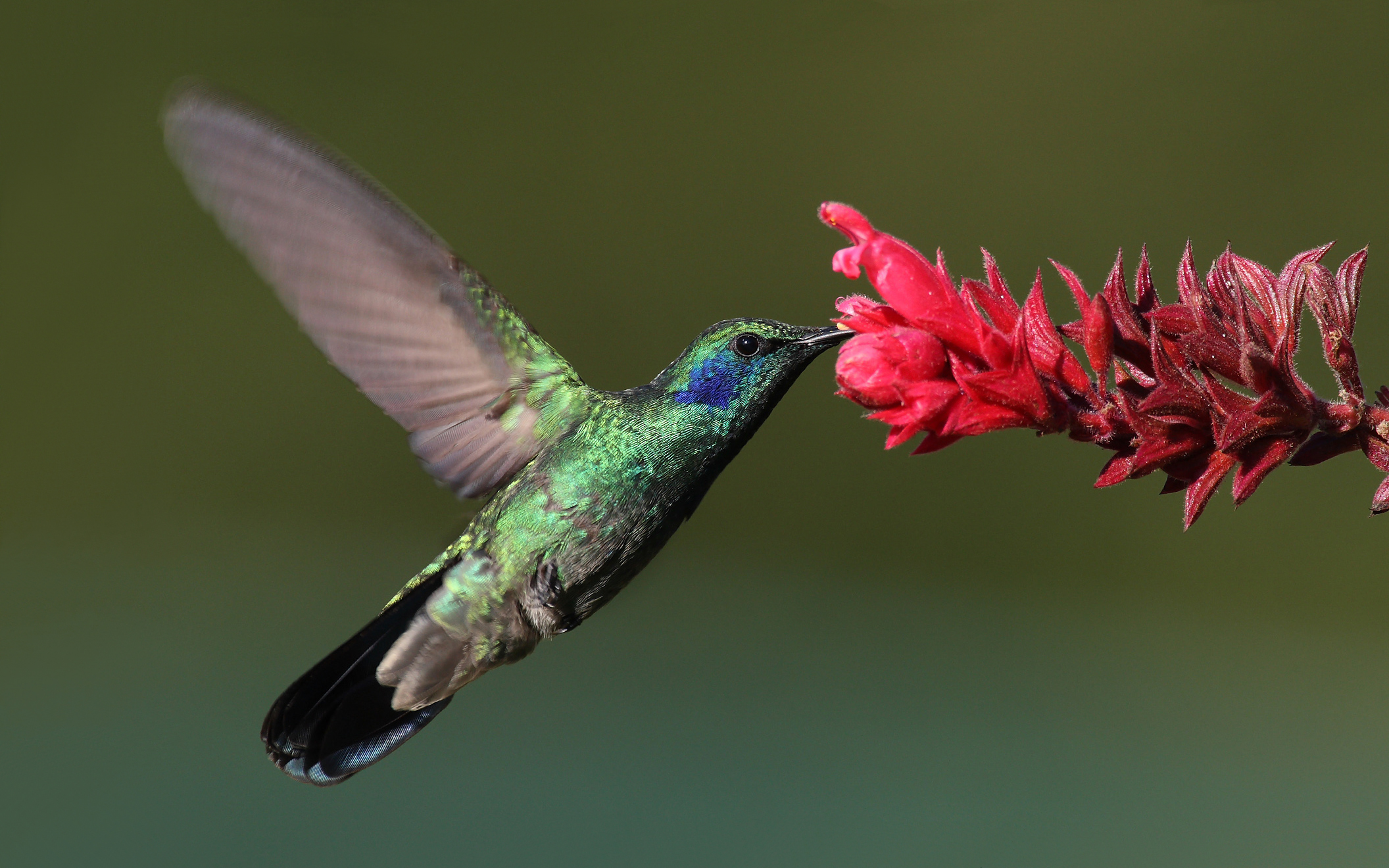
Kleine violetoorkolibrie (Colibri cyanotus) in Panama

Mannetjeskolibries zijn vaak bont, meestal metaalachtig groen gekleurd, met een glanzend rode, blauwe of smaragdgroene keel. De vrouwtjes zijn onopvallend gekleurd.
De vorm en lengte van de snavel verschilt per soort. Bij de zwaardkolibrie (Ensifera ensifera) is de snavel bijna net zo lang als het gehele lijf dat 10 cm lang is. Daartegenover heeft de purperrugdoornsnavel (Ramphomicron microrhynchum) een snavellengte van maar 5 mm. Haaksnavelkolibries hebben een sterk naar onderen gebogen snavel en de vuurstaartkluutkolibrie (Avocettula recurvirostris) heeft een snavel die aan de top naar boven gebogen is. De vorm van de snavel is afgestemd op een bepaalde bloemvorm.
Tussen de soorten komen grote gewichtsverschillen voor. De kleinste soort, de bijkolibrie (Mellisuga helenae) weegt 1,8 gram. De in Noord-Amerika meest voorkomende kolibrie, de robijnkeelkolibrie (Archilochus colubris) weegt ongeveer 3 gram en is ongeveer 8 cm lang. De grootste soort, de reuzenkolibrie (Patagona gigas) is 20 tot 22 cm lang en kan tot 23 gram wegen.
Kolibries kunnen tot 15 jaar oud worden en keren ieder jaar naar dezelfde plaats terug. Als het te koud wordt, trekken ze naar zuidelijker streken.
Kolibries hebben een lange tong, waarmee ze in de kroonbuis van de bloem kunnen komen. Om bij de nectar te raken moeten ze hun tong uitrollen. De punt van de tong is gespleten en heeft de vorm van een strohalm. Hierdoor kunnen ze bij nectar komen waar zelfs insecten niet bij kunnen. Kolibries hebben een sterke voorkeur voor oranje en rode bloemen.
Sommige soorten eten ook insecten. Kolibries moeten de hele dag eten om aan voldoende energie te komen. Zelfs als het regent blijven kolibries doorvliegen, maar kunnen dan minder voedsel vinden omdat veel bloemen zich bij regen sluiten. Wanneer het langer dan een week aanhoudend regent, sterven veel kolibries door gebrek aan voedsel.
Kolibries slapen alleen 's nachts. Tijdens de slaap daalt de lichaamstemperatuur enkele graden om energie te besparen, vergelijkbaar met de winterslaap bij beren.

## Vliegvermogen
Kolibries kunnen door de zeer snelle vleugelslag (15 tot 80 slagen per seconde, afhankelijk van de grootte van de vogel) in de lucht stil blijven hangen. Door de plaatsing van de vleugels kunnen kolibries ook achteruit vliegen. Ze kunnen zelfs recht omhoog en recht omlaag vliegen. Deze manier van vliegen vraagt echter veel energie, die verkregen wordt uit de suikers die in de nectar zitten.
De universiteit van Californië onderzocht de snelheid van de (mannetjes) Anna's kolibrie (Calypte anna) tijdens een duikvlucht. Dit gebeurde met camera's die tot 500 opnames per seconde maakten. Er werd gemeten dat ze per seconde 385 keer hun eigen lichaamslengte aflegden.

## Leefgebied
Kolibries leven op veel verschillende plaatsen. Er zijn er die op open plaatsen leven, gebieden met veel zon en in de woestijn, maar ook die in het koude hooggebergte leven, of in het tropisch regenwoud of andere vochtige streken. Ze komen voor over het hele continent, van Alaska tot in Vuurland. De meeste komen echter voor in tropisch en subtropisch Midden en Zuid-Amerika.

## Verschillen tussen de seksen
In de regel zijn de mannetjeskolibries bont, meestal metaalachtig groen gekleurd, met een glanzend rode, blauwe of smaragdgroene keel. De vrouwtjes zijn onopvallend gekleurd. Volgens onderzoek, gepubliceerd in 2021 zijn er uitzonderingen op deze regel. Een groep onderzoekers van verschillende Amerikaanse universiteiten ontdekte dat ongeveer 25% van de in musea bewaarde kolibries die als mannetjes werden geregistreerd, feitelijk vrouwtjes waren. Hiervoor werd onderzoek gedaan aan 300 (van de meer dan 360) soorten. Dit verschil was niet eerder opgemerkt omdat in het veld het onderscheid niet gemaakt kan worden. Over de ecologische betekenis daarvan is geen duidelijkheid en deze is in het wild ook lastig te onderzoeken. Het feit dat deze vrouwtjes het verenkleed van het mannetje hadden, geeft hen vermoedelijk een voordeel bij de strijd om toegang tot voedselbronnen zoals bloemen die rijk zijn aan nectar.

## Voortplanting
Kolibries leggen in twee dagen twee relatief grote, witte eieren die na 14 tot 19 dagen uitkomen. De jongen worden gedurende 3 tot 4 weken met insecten en nectar gevoerd door de moeder. Deze voert tot 140 keer per dag, waarbij de lange snavel diep in de bek van het jong gestoken wordt. De vader verzorgt het nest niet en zorgt ook niet voor het grootbrengen van de jongen. Hij verdedigt wel het territorium tegen binnendringende soortgenoten. Omdat kolibries relatief veel moeten eten, zijn de jongen altijd onbewaakt. Ze kunnen daardoor aangevallen worden door onder meer roofvogels, katten en slangen.

## Afbeeldingen

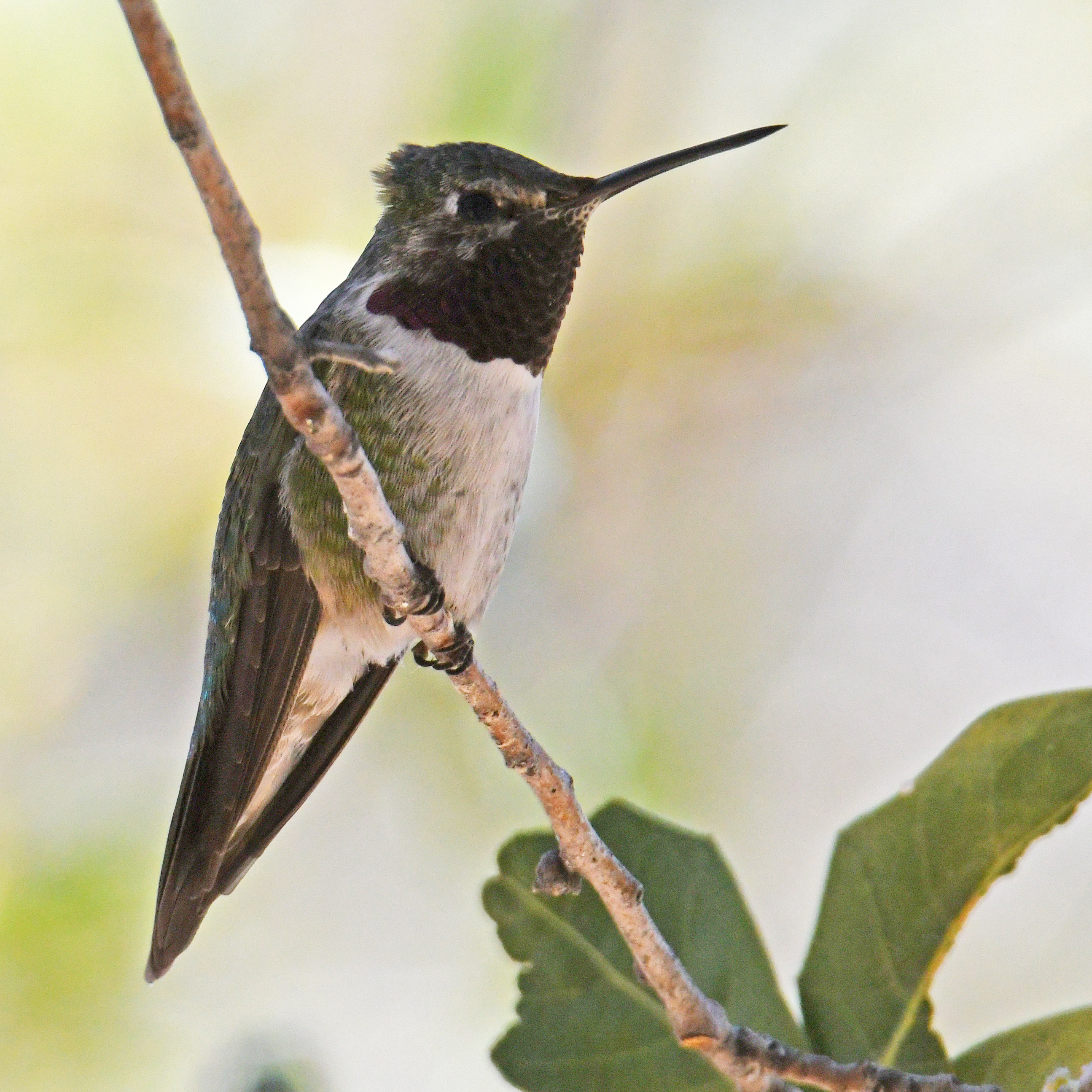
Breedstaartkolibrie (Selasphorus platycercus)
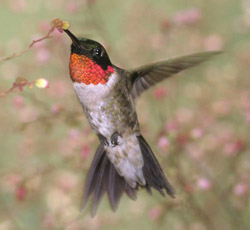
Robijnkeelkolibrie (Archilochus colubris)
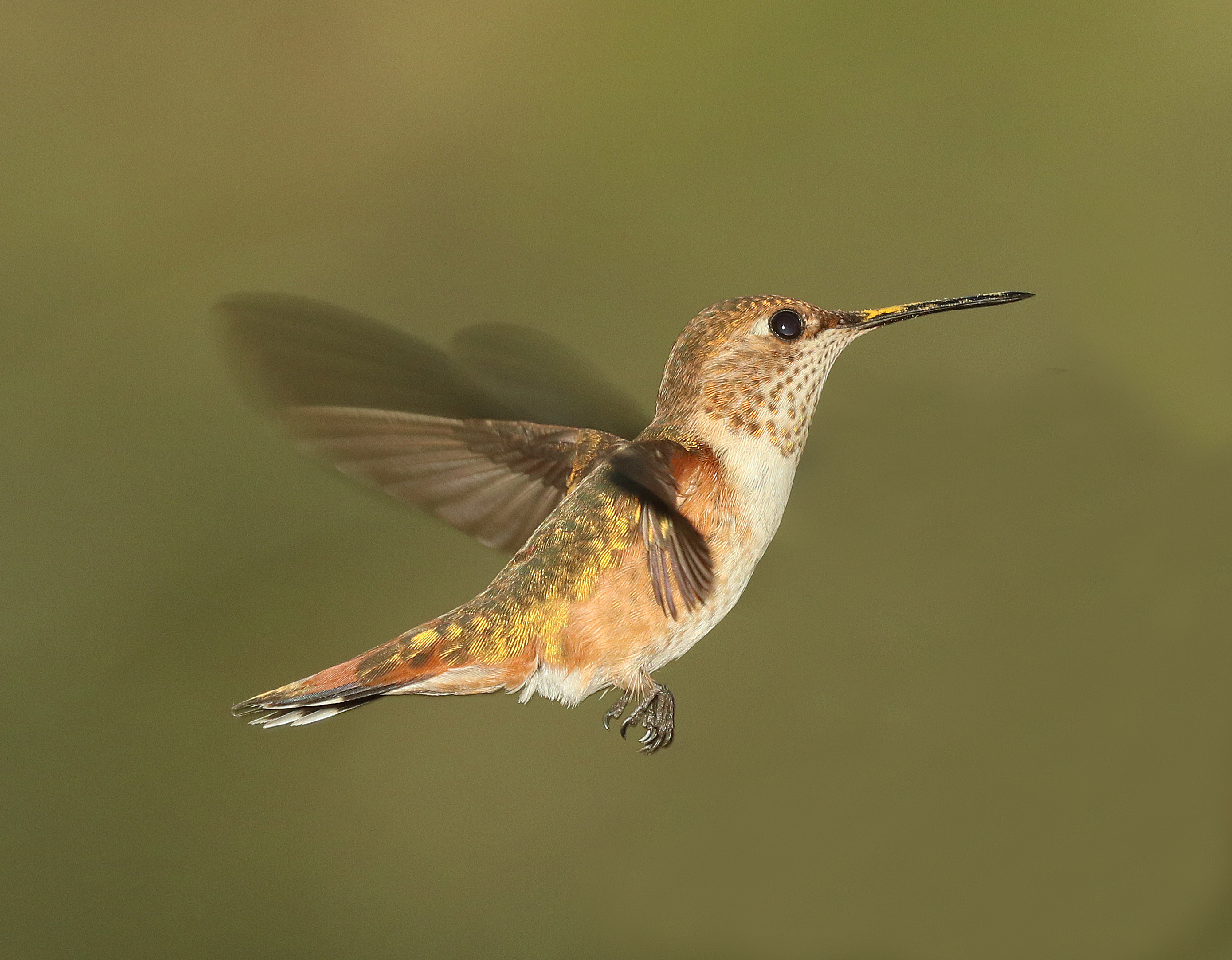
Rosse kolibrie (Selasphorus rufus)
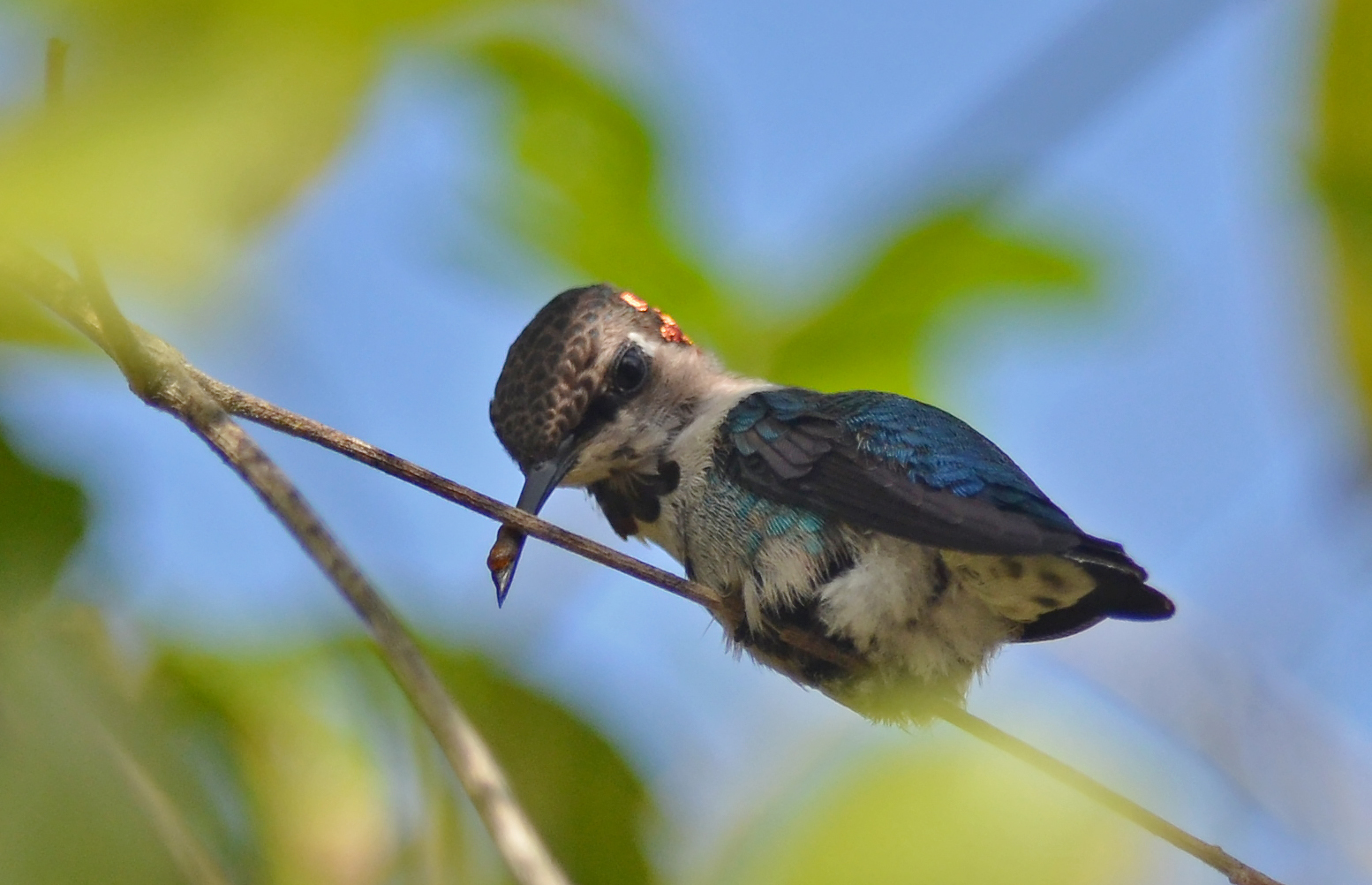
Bijkolibrie (Mellisuga helenae)
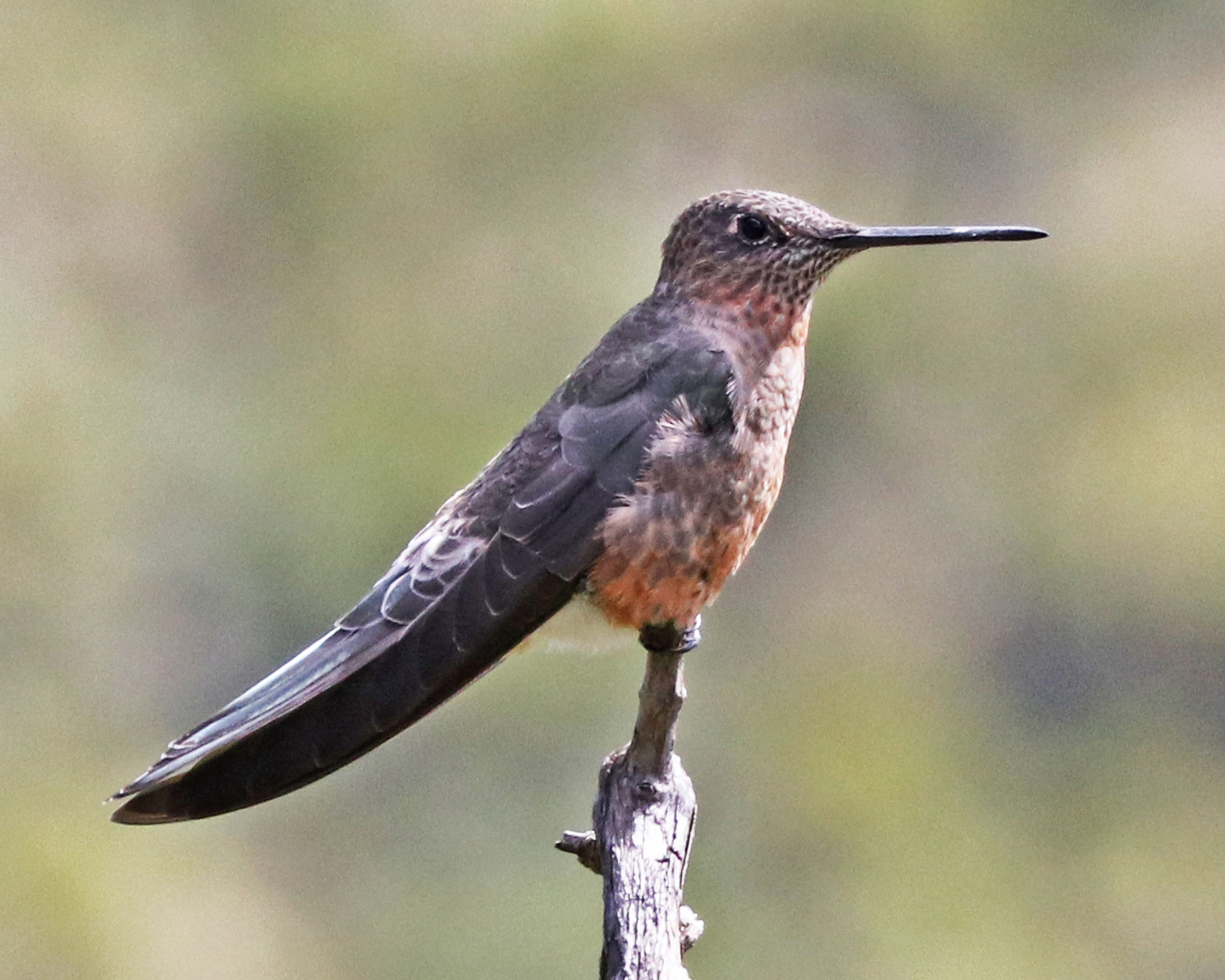
Reuzenkolibrie (Patagona gigas)

## Taxonomie
Kolibries behoren tot de orde gierzwaluwachtigen. De familie splitste zich ongeveer 42 miljoen jaar geleden af van haar zustergroep, de gierzwaluwen en boomgierzwaluwen. Moleculair genetisch onderzoek gepubliceerd tussen 2007 en 2014 leverde aanwijzingen op dat de kolibries onderverdeeld kunnen worden in negen hoofdgroepen (clades). Op de IOC World Bird List (versie 11.1) staan meer dan 360 soorten kolibries. Vaak wordt de familie onderverdeeld in vijf onderfamilies: Florisuginae, Phaethornithinae, Polytminae, Lesbiinae (met geslachtengroepen (Heliantheini en Lesbiini) en de grootste van de vijf, de Trochilinae (met geslachtengroepen Lampornithini, Mellisugini en Trochilini).
Onderstaand cladogram geeft de verschillende relaties tussen onderfamilies en geslachtengroepen weer. De reuzenkolibrie (Patagona gigas) vormt een soort buitencategorie, een clade op zichzelf.
|  | Florisuginae     |
|  |                  |
|  | Phaethornithinae |
|  |                  |

|  | Heliantheini |
|  |              |
|  | Lesbiini     |
|  |              |

|  | \| \| Lampornithini \| \| \| \| \| \| Mellisugini \| \| \| \| |
|  |                                                               |
|  | Trochilini                                                    |
|  |                                                               |
|  | Lampornithini                                                 |
|  |                                                               |
|  | Mellisugini                                                   |
|  |                                                               |

|  | Lampornithini |
|  |               |
|  | Mellisugini   |
|  |               |

|  | \| \| Lampornithini \| \| \| \| \| \| Mellisugini \| \| \| \| |
|  |                                                               |
|  | Trochilini                                                    |
|  |                                                               |
|  | Lampornithini                                                 |
|  |                                                               |
|  | Mellisugini                                                   |
|  |                                                               |

|  | Lampornithini |
|  |               |
|  | Mellisugini   |
|  |               |

|  | Heliantheini |
|  |              |
|  | Lesbiini     |
|  |              |

|  | \| \| Lampornithini \| \| \| \| \| \| Mellisugini \| \| \| \| |
|  |                                                               |
|  | Trochilini                                                    |
|  |                                                               |
|  | Lampornithini                                                 |
|  |                                                               |
|  | Mellisugini                                                   |
|  |                                                               |

|  | Lampornithini |
|  |               |
|  | Mellisugini   |
|  |               |

|  | \| \| Lampornithini \| \| \| \| \| \| Mellisugini \| \| \| \| |
|  |                                                               |
|  | Trochilini                                                    |
|  |                                                               |
|  | Lampornithini                                                 |
|  |                                                               |
|  | Mellisugini                                                   |
|  |                                                               |

|  | Lampornithini |
|  |               |
|  | Mellisugini   |
|  |               |

|  | Heliantheini |
|  |              |
|  | Lesbiini     |
|  |              |

|  | \| \| Lampornithini \| \| \| \| \| \| Mellisugini \| \| \| \| |
|  |                                                               |
|  | Trochilini                                                    |
|  |                                                               |
|  | Lampornithini                                                 |
|  |                                                               |
|  | Mellisugini                                                   |
|  |                                                               |

|  | Lampornithini |
|  |               |
|  | Mellisugini   |
|  |               |

|  | \| \| Lampornithini \| \| \| \| \| \| Mellisugini \| \| \| \| |
|  |                                                               |
|  | Trochilini                                                    |
|  |                                                               |
|  | Lampornithini                                                 |
|  |                                                               |
|  | Mellisugini                                                   |
|  |                                                               |

|  | Lampornithini |
|  |               |
|  | Mellisugini   |
|  |               |

|  | Heliantheini |
|  |              |
|  | Lesbiini     |
|  |              |

|  | \| \| Lampornithini \| \| \| \| \| \| Mellisugini \| \| \| \| |
|  |                                                               |
|  | Trochilini                                                    |
|  |                                                               |
|  | Lampornithini                                                 |
|  |                                                               |
|  | Mellisugini                                                   |
|  |                                                               |

|  | Lampornithini |
|  |               |
|  | Mellisugini   |
|  |               |

|  | \| \| Lampornithini \| \| \| \| \| \| Mellisugini \| \| \| \| |
|  |                                                               |
|  | Trochilini                                                    |
|  |                                                               |
|  | Lampornithini                                                 |
|  |                                                               |
|  | Mellisugini                                                   |
|  |                                                               |

|  | Lampornithini |
|  |               |
|  | Mellisugini   |
|  |               |

|  | Florisuginae     |
|  |                  |
|  | Phaethornithinae |
|  |                  |

|  | Heliantheini |
|  |              |
|  | Lesbiini     |
|  |              |

|  | \| \| Lampornithini \| \| \| \| \| \| Mellisugini \| \| \| \| |
|  |                                                               |
|  | Trochilini                                                    |
|  |                                                               |
|  | Lampornithini                                                 |
|  |                                                               |
|  | Mellisugini                                                   |
|  |                                                               |

|  | Lampornithini |
|  |               |
|  | Mellisugini   |
|  |               |

|  | \| \| Lampornithini \| \| \| \| \| \| Mellisugini \| \| \| \| |
|  |                                                               |
|  | Trochilini                                                    |
|  |                                                               |
|  | Lampornithini                                                 |
|  |                                                               |
|  | Mellisugini                                                   |
|  |                                                               |

|  | Lampornithini |
|  |               |
|  | Mellisugini   |
|  |               |

|  | Heliantheini |
|  |              |
|  | Lesbiini     |
|  |              |

|  | \| \| Lampornithini \| \| \| \| \| \| Mellisugini \| \| \| \| |
|  |                                                               |
|  | Trochilini                                                    |
|  |                                                               |
|  | Lampornithini                                                 |
|  |                                                               |
|  | Mellisugini                                                   |
|  |                                                               |

|  | Lampornithini |
|  |               |
|  | Mellisugini   |
|  |               |

|  | \| \| Lampornithini \| \| \| \| \| \| Mellisugini \| \| \| \| |
|  |                                                               |
|  | Trochilini                                                    |
|  |                                                               |
|  | Lampornithini                                                 |
|  |                                                               |
|  | Mellisugini                                                   |
|  |                                                               |

|  | Lampornithini |
|  |               |
|  | Mellisugini   |
|  |               |

|  | Heliantheini |
|  |              |
|  | Lesbiini     |
|  |              |

|  | \| \| Lampornithini \| \| \| \| \| \| Mellisugini \| \| \| \| |
|  |                                                               |
|  | Trochilini                                                    |
|  |                                                               |
|  | Lampornithini                                                 |
|  |                                                               |
|  | Mellisugini                                                   |
|  |                                                               |

|  | Lampornithini |
|  |               |
|  | Mellisugini   |
|  |               |

|  | \| \| Lampornithini \| \| \| \| \| \| Mellisugini \| \| \| \| |
|  |                                                               |
|  | Trochilini                                                    |
|  |                                                               |
|  | Lampornithini                                                 |
|  |                                                               |
|  | Mellisugini                                                   |
|  |                                                               |

|  | Lampornithini |
|  |               |
|  | Mellisugini   |
|  |               |

|  | Heliantheini |
|  |              |
|  | Lesbiini     |
|  |              |

|  | \| \| Lampornithini \| \| \| \| \| \| Mellisugini \| \| \| \| |
|  |                                                               |
|  | Trochilini                                                    |
|  |                                                               |
|  | Lampornithini                                                 |
|  |                                                               |
|  | Mellisugini                                                   |
|  |                                                               |

|  | Lampornithini |
|  |               |
|  | Mellisugini   |
|  |               |

|  | \| \| Lampornithini \| \| \| \| \| \| Mellisugini \| \| \| \| |
|  |                                                               |
|  | Trochilini                                                    |
|  |                                                               |
|  | Lampornithini                                                 |
|  |                                                               |
|  | Mellisugini                                                   |
|  |                                                               |

|  | Lampornithini |
|  |               |
|  | Mellisugini   |
|  |               |

Er worden volgens de IOC World Bird List 112 geslachten onderscheiden. Hieronder staan deze geslachten (cursief) op alfabetisch volgorde met onderfamilie (uitgang -inae) of geslachtengroep (uitgang -ini) tussen haakjes:

Abeillia (Trochilini) -  
Adelomyia (Lesbiini) -  
Aglaeactis (Heliantheini) -  
Aglaiocercus (Lesbiini) -  
Amazilia (Trochilini) -  
Amazilis (Trochilini) -  
Androdon (Polytminae) -  
Anopetia (Phaethornithinae) -  
Anthocephala (Trochilini) -  
Anthracothorax (Polytminae) -  
Archilochus (Mellisugini) -  
Augastes (Polytminae) -  
Avocettula (Polytminae) -  
Basilinna (Trochilini) -  
Boissonneaua (Heliantheini) -  
Calliphlox (Mellisugini) -  
Calothorax (Mellisugini) -  
Calypte (Mellisugini) -  
Campylopterus (Trochilini) -  
Chaetocercus (Mellisugini) -  
Chalcostigma (Lesbiini) -  
Chalybura (Trochilini) -  
Chionomesa (Trochilini) -  
Chlorestes (Trochilini) -  
Chlorostilbon (Trochilini) -  
Chrysolampis (Polytminae) -  
Chrysuronia (Trochilini) -  
Clytolaema (Heliantheini) -  
Coeligena (Heliantheini) -  
Colibri (Polytminae) -  
Cynanthus (Trochilini) -  
Discosura (Lesbiini) -  
Doricha (Mellisugini) -  
Doryfera (Polytminae) -  
Elliotomyia (Trochilini) -  
Ensifera (Heliantheini) -  
Eriocnemis (Heliantheini) -  
Eugenes (Lampornithini) -  
Eulampis (Polytminae) -  
Eulidia (Mellisugini) -  
Eupetomena (Trochilini) -  
Eupherusa (Trochilini) -  
Eutoxeres (Phaethornithinae) -  
Florisuga (Florisuginae) -  
Glaucis (Phaethornithinae) -  
Goldmania (Trochilini) -  
Haplophaedia (Heliantheini) -  
Heliactin (Polytminae) -  
Heliangelus (Lesbiini) -  
Heliodoxa (Heliantheini) -  
Heliomaster (Lampornithini) -  
Heliothryx (Polytminae) -  
Hylocharis (Trochilini) -  
Hylonympha (Lampornithini) -  
Klais (Trochilini) -  
Lafresnaya (Heliantheini) -  
Lampornis (Lampornithini) -  
Lamprolaima (Lampornithini) -  
Lesbia (Lesbiini) -  
 Leucippus (Trochilini) -  
Leucochloris (Trochilini) -  
Leucolia (Trochilini) -  
Loddigesia (Heliantheini) -  
Lophornis (Lesbiini) -  
Mellisuga (Mellisugini) -  
Metallura (Lesbiini) -  
Microchera (Trochilini) -  
Microstilbon (Mellisugini) -  
Myrmia (Mellisugini) -  
Myrtis (Mellisugini) -  
Nesophlox (Mellisugini) -  
Ocreatus (Heliantheini) -  
Opisthoprora (Lesbiini) -  
Oreonympha (Lesbiini) -  
Oreotrochilus (Lesbiini) -  
Orthorhyncus (Trochilini) -  
Oxypogon (Lesbiini) -  
Pampa (Trochilini) -  
Panterpe (Lampornithini) -  
Patagona -  
Phaeochroa (Trochilini) -  
Phaeoptila (Trochilini) -  
Phaethornis (Phaethornithinae) -  
Phlogophilus (Lesbiini) -  
Polyerata (Trochilini) -  
Polyonymus (Lesbiini) -  
Polytmus (Polytminae) -  
Pterophanes (Heliantheini) -  
Ramphodon (Phaethornithinae) -  
Ramphomicron (Lesbiini) -  
Rhodopis (Mellisugini) -  
Riccordia (Trochilini) -  
Sappho (Lesbiini) -  
Saucerottia (Trochilini) -  
Schistes (Polytminae) -  
Selasphorus (Mellisugini) -  
Sephanoides (Lesbiini) -  
Stephanoxis (Trochilini) -  
Sternoclyta (Lampornithini) -  
Talaphorus (Trochilini) -  
Taphrolesbia (Lesbiini) -  
Taphrospilus (Trochilini) -  
Thalurania (Trochilini) -  
Thaumasius (Trochilini) -  
Thaumastura (Mellisugini) -  
Threnetes (Phaethornithinae) -  
Tilmatura (Mellisugini) -  
Topaza (Florisuginae) -  
Trochilus (Trochilini) -  
Uranomitra (Trochilini) -  
Urochroa (Heliantheini) -  
Urosticte (Heliantheini).

## Evolutie
De vroege ontwikkeling van de gierzwaluwachtigen vond vermoedelijk plaats in Eurazië. Ongeveer 42 miljoen jaar geleden splitsten de ontwikkelingslijnen van de kolibries en de gierzwaluwen zich. De basaalst bekende kolibrieachtige is Parargornis messelensis uit het Midden-Eoceen. Een meer ontwikkelde kolibrie-achtige was Jungornis. Eurotrochilus uit het Vroeg-Oligoceen is binnen de kolibrie-achtigen de nauwste verwant van de kolibries. De klimaatveranderingen in het Oligoceen, waarbij tropische bossen plaatsmaakten voor openere en drogere ecosystemen, leidde vermoedelijk tot het uitsterven van de kolibrie-achtigen in Eurazië.
Rond 22 miljoen jaar geleden had de gemeenschappelijke voorouder van de kolibries Zuid-Amerika bereikt, waarna een snelle diversificatie plaatsvond. Vermoedelijk verspreidden de kolibrie-achtigen zich van Eurazië naar Zuid-Amerika via Beringia, aangezien een transatlantische verspreiding onwaarschijnlijk is door de te grote afstand over zee. De ontwikkeling van de Andes en het sluiten van de landengte van Panama waren belangrijke factoren in het ontstaan van een grote diversiteit aan soorten in het Neogeen. Vanaf circa 12 miljoen jaar geleden werd Noord-Amerika gerekoloniseerd door meer droogtetolerante soorten.
Boomgierzwaluwen · Dwergnachtzwaluwen · Gierzwaluwen · Kolibries